# نظام‌الملک
ابوعلی حسن بن علی طوسی (۱۰ آوریل ۱۰۱۸ – ۱۴ اکتبر ۱۰۹۲) مشهور به نظام‌الملک، از ۱۰۶۴ تا هنگام ترورش در ۱۰۹۲ میلادی، وزیر ایرانی دو تن از فرمانروایان امپراتوری سلجوقی، آلپ ارسلان و ملکشاه یکم بود. او در درون امپراتوری مدارج ترقی را پیمود و به مدت ۲۰ سال پس از ترور آلپ ارسلان در سال ۱۰۷۲، حاکم غیررسمی امپراتوری شد و به‌عنوان «وزیر اعظم» منصوب گردید. نظام‌الملک از سوی بسیاری از مورخان، «مهم‌ترین دولتمرد در تاریخ اسلام» دانسته می‌شود. سیاست‌هایش تا قرن بیستم به‌عنوان پایه اساسی ساختارهای دولتی زمامداری در جهان اسلام باقی ماند.
نظام‌الملک سهم بزرگی در بهبود اوضاع امپراتوری پس از مرگ آلپ ارسلان داشت. وی در تکاپو بود تا مذهب سنت عراق و ایران را احیا کند و مذاهب و گسست‌هایی که توسط آل بویه ایجاد شده و وارد ایران شده‌بود را خنثی کند. در اواخر عصر ملکشاه بود که فدائیان و اسماعیلیان در چندین ناحیهٔ قلمرو سلجوقی ظهور یافتند و با تصرف دژهای مختلف، روند بازگشت به مذهب سنت را کند کردند و این موارد باعث درگیری طولانی مدت سلجوقیان و اسماعیلیان شد. ملکشاه به توصیهٔ نظام‌الملک در سال ۴۸۵ ه‍.ق / ۱۰۹۲ م، لشکریانی را برای نبرد با اسماعیلیان راهی رودبار و قهستان کرد. اسماعیلیان موفق شدند سلجوقیان را شکست دهند. قبل از این‌که حملهٔ دیگری شکل گیرد، ملکشاه و نظام‌الملک در همان سال به قتل رسیدند.
یکی از مهم‌ترین میراث نظام‌الملک، بنیان‌گذاری مدارس زیادی در امپراتوری برگرفته از نام او، یعنی نظامیه بود که نظامیه بغداد مهم‌ترین آن‌ها به‌شمار می‌رفت. نظامیه نخستین سیستم آموزشی تحت حمایت دولت در تاریخ و الهام‌بخش سیستم دانشگاهی در اروپای غربی بود. او همچنین دانش‌نامهٔ سیاسی سیاست‌نامه را نوشت که از نمونه‌های تاریخی به‌منظور بحث دربارهٔ عدالت، حکومت مؤثر و نقش حکومت در جامعه اسلامی الهام می‌گرفت. سیاست‌نامه الهام بخش آثار ابن خلدون بود و پیش‌نمون تفکر ماکیاولیسم در سرتاسر اروپا شد.

## زندگی
نام اصلی خواجه نظام‌الملک، ابوعلی حسن و نام پدرش ابوالحسن علی بود و نام پدر او نیز علی بن اسحق بن عباس بود که از دهقان‌زادگان بیهق بود، علی بن اسحاق که کنیه‌اش ابوالحسن بود در نویسندگی و حسابداری دستی داشت. در دستگاه حکمران خراسان داخل شده بود و خدمت دیوانی می‌کرد. منزل اصلی خاندان او نیز بیهق بود، ولی ابوالحسن علی را پس از آن‌که در مشاغل دیوانی ترقی کرده بود مأمور ادارهٔ اموال دولتی در ناحیهٔ طوس کرده بودند‍ و او آن‌جا اقامت کرده و متأهل شده بود و سه پسر او در طوس به دنیا آمده بودند که بزرگ‌ترین آن‌ها همین حسن یعنی نظام‌الملک بعدی بود.
مقدمات علوم را از زبان عربی و قرآن آموخت و از همان ازمنه در مصاحبت اهل علم و صلاح می‌گذرانید. همین‌که در حدود بیست سالگی از تحصیل فقه و حدیث و سایر علوم شرعی و فنون ادبی فارغ شد و فاضلی عالم و دبیری توانا گشت، به اعمال دیوانی مشغول شد. گفته‌شده که خواجه در خانهٔ دهقانی نشو و نما یافت. دهقان در قاموس سیاسی و برخلاف دوره‌های بعد که غالباً به زارعان بی‌زمین گفته می‌شد، در زمان خواجه و پیش از آن نشانهٔ نسب و بزرگ‌زادگی بومی بود. دهقانان در زمان ساسانیان مالکان بومی بودند که در سلسله مراتب اجتماعی و اقتصادی و همچنین ایجاد قدرت نقش به‌سزایی داشتند. دهقانان به همین مفهوم به سده‌های ابتدایی اسلام منتقل شده است.
خواجه در ۲۱ سالگی با انحطاط سلطنت غزنوی و هجوم ترکمانان سلجوقی به خراسان به خدمت سلجوقیان وارد شد. خواجه بعد از شکست مسعود در دندانقان به سال ۴۳۲ در ماوراءالنهر به دستگاه سلجوقیان پیوست اما پس از آزار و اذیت‌هایی که از ابن شاذان عمید بلخ دید به مرو رفت و به دستگاه چغری‌بیگ پیوست و به مدت ۱۰ سال یعنی تا سال ۴۴۴ در خدمت آنان بود. تنها سلجوقیان بودند که با گسترش متصرفات خود، وحدت ملی ایران را ممکن ساختند. طغرل‌بیگ، ری را پایتخت خود قرار داد و در میانهٔ سدهٔ پنجم با تصرف بغداد سلطهٔ خود را تا کانون قدرت معنوی امپراتوری گسترش دادند و دست آل‌بویه را از خلافت در بغداد کوتاه کردند. سلجوقیان برای ادارهٔ متصرفات وسیع خود از دانش و تجربه بهره‌ای نداشتند و مجبور شدند فرهیختگان و کارگزاران باتجربهٔ ایرانی را به خدمت گیرند که در رأس ایشان خواجه نظام‌الملک قرار داشت که با قبول وزارت دو شاه مقتدر سلجوقی، در عمل و نظر در تمرکز وحدت سیاسی و ملی ایران کوشید.
در ده سالی که خواجه در خدمت چغری‌بیگ، برادر طغرل بود؛ طغرل در مناطق مرکزی ایران به لشگرکشی پرداخت و در ۴۵۵ درگذشت و به علت اینکه پسری نداشت، آلپ ارسلان جانشین او شد. در پادشاهی آلپ ارسلان، نظام‌الملک دستی باز در نظارت بر گردش امپراتوری داشت. از این گذشته، وی وقت زیادی را صرف امور نظامی می‌کرد. «خداوندش را در سفرهای جنگی همراهی می‌نمود و نیز خود در رأس سپاهیان را در جنگ‌ها فرماندهی می‌کرد از جمله سفرهایی به فارس که پیروزی‌هایش در هر دو جنگ بر شهرت و اعتبارش بسیار افزود.»
خواجه نظام‌الملک در حدود بیست و نه سال و هفت ماه و کسری وزارت در زیر دست آلپ ارسلان و ملکشاه در ادارهٔ امور و فتح بلاد و سرکوبی مخالفان این دو پادشاه چنان کفایت و حسن تدبیر به خرج داد که دولتی وسیع از حلب تا کاشغر را تحت امر ایشان آورد و نام و نشان آن دو سلطان را در شرق و غرب عالم معلوم آن زمان جاری کرد تا آنجا که باید قسمت عمدهٔ شهرت و پیشرفتی را که در کارها نصیب آلپ ارسلان و ملکشاه شده از برکت خردمندی و کاردانی خواجه دانست. او حوزهٔ قلمرو حکومت ایران را چنان وسیع کرد که در کلیهٔ این هزار و چهارصد سالهٔ تاریخ اسلام نظیر آن دیده نشده است و در این حوزه جایی نبود که در انجام دادن امر او اندک تأخیری روا دارند.

## کارنامه

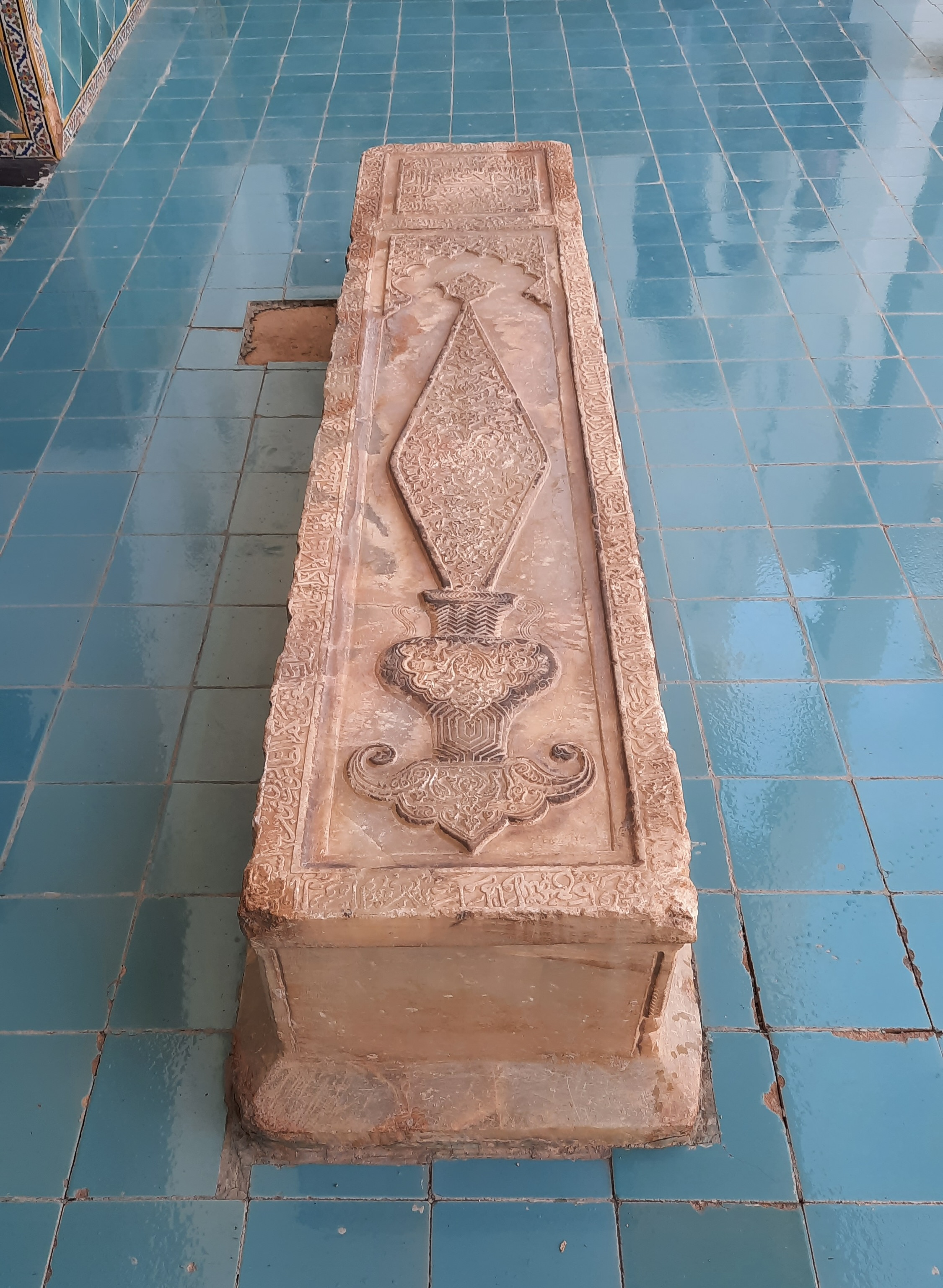
آرامگاه خواجه نظام‌الملک، دارالبطیخ، اصفهان

ابوعلی حسن طوسی از دهقانزادگان بیهق(سبزوار) بود. از آن‌جاکه دانش اندوزی‌اش در شهر توس (طوس) بود توسی خوانده می‌شد. وی در زمان پادشاهی غزنویان چشم به جهان گشود؛ و در آغاز از دیوانسالاران و پس از برکناری عمیدالملک کندری در سال ۴۵۵ (قمری)؛ که با تحریک خود او انجام شد، وزیر آلپ ارسلان و همچنین آموزگار ولیعهد خردسالش ملکشاه شد و ۲۹ سال (اندکی پیش از مرگ) در این جایگاه بود، با مرگ الب ارسلان، خواجه نظام‌الملک، ملکشاه را که بیش از هفده یا هجده سال نداشت به شاهی رساند و خود، کار گرداندن کشور ایران را که اکنون دچار گرفتاری‌ها و نابسامانی‌های بسیاری بود به دست گرفت. به کوشش او که مرد کاردانی بود گرفتاری‌های بسیاری از دستگاه سلجوقی دور شد و ملکشاه به نیرو و چیرگی بسیاری در کشور رسید.
خواجه علاوه بر رتق و فتق امور مملکتی و حل مشکلات عدیده اجتماعی و اخلاقی و سایر مسائل مملکتی دست به ایجاد مدارسی زد که در تاریخ به نام وی به مدارس نظامیه مشهور است و همان مدارس هستند که بعدها سرمشق دانشگاه‌ها شدند؛ که مهم‌ترین آن‌ها عبارت بودند از نظامیه‌های بغداد، موصل، نیشابور، بلخ، هرات، مرو، آمل، گرگان، بصره، شیراز، اصفهان.
نهضتی که نظام‌الملک با ساختن نظامیه‌های متعدد به وجود آورد به‌زودی و با سرعتی شگفت‌آور در سراسر شهرهای ایران و بسیاری دیگر از شهرهای کشورهای اسلامی دنبال شد، به‌طوری‌که در سده‌های پنجم و ششم هیچ شهری نبود که در آن مدارس متعددی وجود نداشت؛ چه کوچک چه بزرگ. امرا و حاکمان نیز به پیروی از وی یا برای نشان دادن علاقه خود به علم، به احداث مراکز تعلیم در شهرهای خود همت گماشتند. در این مدارس درس‌های زیر تدریس می‌شد. فقه، حدیث، تفسیر، علوم ادبی، ریاضیات، طب و حکمت همچنین همه مدارس دارای کتابخانه‌های معتبر بودند. در این مدارس هر دانشجوئی حجره‌ای خاص خود داشت و مقرری ماهیانه می‌گرفت. خوراک و خوابگاه نیز بر عهدهٔ دانشگاه بود. خواجه، نظامیه نیشابور را برای امام الحرمین ابوالمعالی عبدالملک عبدالله الجوینی ساخت. امام‌الحرمین به‌مدت بیست سال در این مدرسه به تدریس اشتغال داشت و شاگردانی همچون امام محمد غزالی تربیت کرد.
همچنین نگارش کتاب سیاست‌نامه را از آثار خواجه نظام‌الملک می‌دانند.

## ترور توسط پیروان حسن صباح

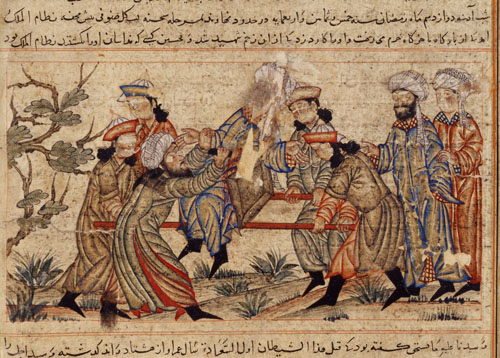
ترور نظام‌الملک توسط فدائی‌ها.
متن «شب آدینه دوازدهم ماه رمضان سنه خمس و ثمانین و اربعمائه (۴۸۵) در حدود نهاوند به مرحلهٔ سحنه، به شکل صوفی پیش محفّهٔ (کجاوه) نظام‌الملک آمد. کی از بارگاه با خرگاه حرم می‌رفت، و او را کارد زد، کی از آن زخم شهید شد؛ و نخستین کسی که فداییان او را بکشتند نظام‌الملک بود و سیدنا، علیه ما یستحق، گفته بود کی «قتل هذا الشیطان اول السعادة». سال عمر او از هشتاد و اند گذشته؛ و سید اجل را…» جامع‌التواریخ

در واپسین سال‌های پادشاهی ملکشاه، میان او و خواجه اختلافاتی پیش آمد که سرانجام به کنار گذاشتن او از وزیری و سپس ترورش توسط اسماعیلیان الموت انجامید. بنابر روایتی، وی در ۱۲ رمضان ۴۸۵ ه‍.ق هنگامی که با اردوی شاهی از اصفهان به بغداد می‌رفت، در بروجرد در نزدیکی نهاوند به دست کسی که رخت صوفیان را پوشیده بود با ضرب کارد بر سینه و رگش زخمی شد و یک روز پس از آن درگذشت. در روایات دیگر، مورخینی مانند راوندی و ابن اثیر، محل وقوع این حادثه را نهاوند و حدود آن، بدون تعیین محل دقیق ذکر کرده‌اند؛ خواجه رشیدالدین فضل‌الله همدانی و ابن خلکان و حمدالله مستوفی مقتل او را محلی به نام صحنه ثبت کرده‌اند. یاقوت حموی جغرافی‌دان قرن هفتم هجری، فندیسجان از روستاهای نهاوند را مقتل نظام الملک می‌داند. دینوری می‌گوید خواجه نظام الملک در سه فرسخی نهاوند، جایی که قبور مهاجمان عرب درآنجا قرار دارد، به دست یکی از ملاحده به قتل رسید. علی‌اکبر کیانی مورخ نهاوندی، تأکید می‌کند که نظام‌الملک در نزدیکی سراب گیان، جایی موسوم به قُرُق قنات‌ها به قتل رسیده و روایتی بر این اساس آورده است: شخصی (باطنی) تظاهر می‌کند که اهل روستای قلعه نهاوند است و بین مردم شایعه می‌اندازد که شبانه دزدان تمام گوسفندان او را ربوده‌اند و به جستجوی دزد گوسفندان است. او خنجری بر سر چوبدستی خود می‌بندد و روستا به روستا به جستجوی گوسفندان می‌گردد تا به نشستگاه خواجه نظام الملک می‌رسد و به ظاهر قصد دادخواهی می‌کند که به یکباره به خواجه نظام الملک حمله‌ور می‌شود و با ضربات پی در پی خنجر، او را می‌کشد. کشتن نظام الملک را در آن زمان به اسماعیلیان پیوند دادند. سی و پنج روز بعد در ۱۵ شوال پس از مرگ او ملکشاه نیز درگذشت و بر پایه برخی حدس‌وگمان تاریخ‌نویسان به دست هواخواهان خواجه به او زهر خورانده شده بود، و بعضی تاریخ نویسان نیز قتل ملکشاه به‌وسیلهٔ خوراندن زهر به وی را به خلیفه عباسی، المقتدا بامرالله نسبت می‌دهند.

در کتاب تجارب السلف دربارهٔ قتل نظام‌الملک چنین نوشته شده است:
«آنگاه که سلطان از اصفهان به بغداد رفت، و خواجه در بروجرد که از شهرهای کوچک لُر است (اقامت داشت)، شخصی در لباس صوفیان پیش‌آمد و (چیزی) به دست خواجه داد چون (خواجه) بستد، آن شخص کاردی بر خواجه زد و آن جهان فضائل و مکارم را از پیش برداشت، خروش در لشگرگاه افتاد و مردم به هم برآمدند (چنان‌که) سلطان سوار شد و مردم را ساکت گردانید. این واقعه در "رمضان سنه خمس و ثمانین و اربعمائه " بود و در آن وقت خواجه ۷۷ سال داشت و غلامان و متعلقان خواجه شخص او را به اصفهان بردند در محلهٔ (کران) در موضعی که جوی آب بزرگ در میان آن مقام می‌رود به‌غایت نزه و خوش دفن کردند و آن مقام را اهل اصفهان تربت نظام گویند».
کتاب راحةالصدور، نوشته محمد بن علیبن سلیمان راوندی 
صفحه ۱۳۵ 
خواجه نظام الملک با توطئه ای درباری توسط وزیری با نام تاج الملک که به وی حسادت میکرد کشته شد و نقشه بر این اساس بود که پس از کشته شدن خواجه نظام الملک به دست تاج الملک این قتل بر گردن حشاشین بی‌افتد تا هیچکس بویی از واقعیت آن نبرد و به همین دلیل در دوران معاصر دلیل این قتل را انگیزه ای دینی توصیف کردند[۳۵]
| عجب مدار که از کشتن نظام‌الملک  |  | سپید روی مروت سیاه‌فام شود      |
| عجب در آن‌که روا داشتند کشتن او |  | بدان امید ملکشاه بلکه رام شود  |
| بزرگ سهوی کین قاعده ندانستند   |  | که تیغ زنگ برآرد چو بی‌نیام شود |
| هزار سال بباید که تا خردمندی   |  | میان اهل کفایت نظام نام شود    |

## دیدگاه و روش کشورداری خواجه نظام‌الملک
هیچ گروهی نیست شوم‌تر و بد دین‌تر و بد فعل‌تر از این قوم… که از پس دیوارهای بدی این مملکت می‌سگالند و فساد دین می‌جویند…

کمال‌الدین حلمی، دولت سلجوقیان، ۹۹.
خواجه نظام‌الملک در کتاب سیاست‌نامه از الگوی حکومت یکپارچه مانند حکومت دوره ساسانی و دولت‌های پس از اسلام که از این دولت الگوبرداری کردند مانند بوییان، سامانیان و حتی غزنویان به عنوان الگوی یک نظام آرمانی دفاع می‌کرد. وی دشمن سرسخت جریان فئودالی زمان بود که به دید او به پراکندگی کشور می‌انجامید، اگر چه خود گوی پیشی را در گسترش زمینهایش از بزرگ‌ترین زمینداران زمان خود می‌ربود. وی دشمن سرسخت سران غُز بود که می‌خواستند برای خویش سرزمینی خودمختار و به دور از دید دولت مرکزی داشته باشند و تا توانست کوشید از نیرومندی خانواده شاهی و ترکان خویشاوند با آن‌ها پیشگیری کند و در سر این راه نیز با فشار همینان از کار کنار گذاشته شد.
خواجه نظام‌الملک پیرو کیش سنی و شافعی بود. مورخان خواجه نظام الملک را جز کسانی می‌دانند که آخرت را بر دنیا ترجیح می‌داده و همیشه در مجالس علمای دینی حضور داشته است. مشهوراست خواجه زمانی که صدای اذان را می‌شنیده مشغول هر کاری بوده از آن دست می‌کشیده و به نماز می‌ایستاده است و اگر مؤذن در اذان گفتن سستی می‌کرده به او تذکر می‌داده است.
در زمان خواجه در ایران اوج وفور نعمت بوده طوری‌که یکی از سیاحان می‌گوید در ایران نان به فراوانی و با قیمت ارزان یافت می‌شود این در حالی بود که در آن زمان به قول پاپ اوربان مردم اروپا از گرسنگی شکم همدیگر را پاره می‌کردند.
خواجه جهاد را نیز جدی می‌گرفت به صورتی که حکومت سلجوقیان از جانب شرق به شهر کاشغر در چین امروزی و در غرب تا انتهای بخش آسیایی ترکیه امروزی پیشروی کرده بودند و نیروی دریایی ایشان شهر امپراتوری بیزانس را به‌شدت تهدید می‌کرد.

## آثار
خواجه یکی از نویسندگان روزگار خود بود
او نویسنده کتاب سیاست نامه (سیر الملوک) است. این اثر با تصحیح هیوبرت دارکت توسط بنگاه ترجمه و نشر کتاب در سال ۱۳۴۰ در ۳۷۲ صفحه منتشر شده است. همچنین وی در پردازش تقویم جلالی با دانشمندانی همچون خیام همکاری داشت، این تقویم در سال ۴۵۱ هجری تکمیل شد. همچنین دانشگاه نظامیه بغداد که امام محمد غزالی از آموزگاران آن بود به دستور او برپا شد.
نظامیه‌های مشهور دیگر در اصفهان، نیشابور (نظامیه نیشابور)، بصره، موصل و هرات بودند.

## لقب‌ها
خواجه نظام‌الملک را در کتاب‌های تاریخی با هفت لقب یاد کرده‌اند:
1. وزیر کبیر؛ از آنجا که در دستگاه سلجوقیان به بزرگی او وزیری یافت نشده بود.
2. خواجهٔ بزرگ؛ برای آموزگاری ملکشاه در زمان ولیعهدی
3. تاج‌الحضرتین؛ برای وزیری دو پادشاه
4. قوام‌الدین؛ این لقبی مذهبی بود که فقیهان زمان بدو داده بودند.
5. نظام‌الملک؛ لقبی که عامه بیشتر وی را با این لقب می‌خواندند، پس از وی در دوره‌های پسین تاریخ بسیاری از وزیران معتمد شاهان در ایران و هند با این لقب خوانده می‌شدند.
6. اتابک؛ لقبی که ملکشاه پس از شاهی بدو داده بود.
7. رضی‌امیرالمؤمنین؛ لقبی که خلیفه المقتدی بامرالله در سال ۴۷۵ هجری قمری بدو داده بود.
8. صدرالاسلام

همچنین بر روی مُهر نظام‌الملک این جمله نوشته شده بود:
(به عربی: الحمد لله علي نعمه)

## دارایی
آلپ ارسلان منطقه توس را به خواجه نظام‌الملک بخشیده بود. وی در آبادانی این بخش ایران کوشش بسیار نمود تا آنجا که به‌آبادی بسیار رسید و حتی باغ‌های این سرزمین گردشگاه ملکشاه و ترکان خاتون شد. زمین‌های خواجه را در توس با زیباترین باغ‌های تاریخ جهان برابر می‌دانستند.

## افسانهٔ سه یار دبستانی
در داستان سه یار دبستانی، که ادوارد فیتز جرالد بر دیباچهٔ ترجمه انگلیسی رباعیات خیام آورده است، خیام (۵۱۰–۴۲۷ ه‍.ق)، نظام‌الملک (۴۸۵–۴۰۸ ه‍.ق) و حسن صباح (۵۱۸–۴۴۵ ه‍.ق)، به هم ارتباط داده‌شده‌اند، اما بر اساس تفاوت سنی آن‌ها، این ماجرا بیشتر شبیه به افسانه است، زیرا در صورت صحت این روایت، حسن و خیام باید بیش‌از ۱۲۰ سال عمر کرده باشند. همچنین، معاصران خیام نیز هیچ‌کدام به این ماجرا اشاره نکرده‌اند. ماجرا از این قرار است که این سه شخصیت، یاران دبستانی بودند که هم‌قسم شدند که هرکدام زودتر به مقام و منصبی رسید، دیگران را یاری دهد. از این سه، نظام‌الملک پیش از دو تن دیگر، منصب یافت و به وزارت سلجوقی رسید. وی به عهد خود وفا کرد و به این خاطر که خیام مردی دانشمند و اهل علم بود و به مشاغل دولتی علاقه‌ای نداشت، سالی ده هزار دینار به او داد تا به مطالعات خود مشغول شود و به حسن صباح مقام عالی در دستگاه حکومت اعطا کرد. اما دیری نپایید که میان حسن صباح و نظام‌الملک اختلاف افتاد و خواجه سرانجام توانست با نیرنگ، حسن را در چشم سلطان سلجوقی خوار کند. حسن سوگند یاد کرد که انتقام بگیرد و در آخر خواجه نظام‌الملک را کشت. این یکی از افسانه‌هایی است که در ارتباط با اسماعیلیان نزاری در مشرق زمین شیوع یافت. با توجه به سال تکمیل تقویم جلالی (۴۵۱ هجری) نظام الملک ۴۳ سال داشت، خیام ۲۴ سال و حسن صباح ۶ ساله بود.

## آرامگاه
آرامگاه خواجه نظام‌الملک

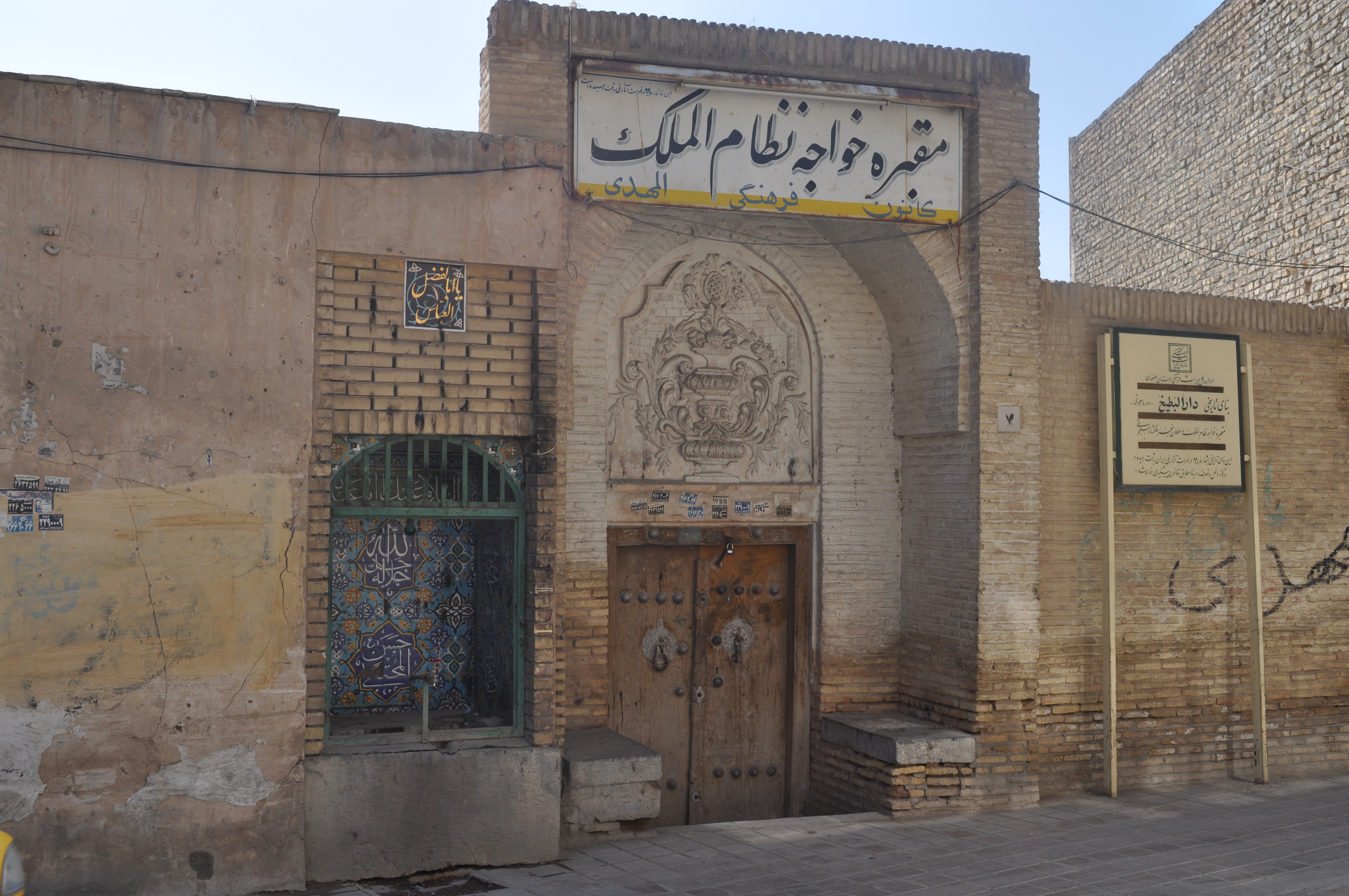
نمای بیرونی آرامگاه خواجه نظام‌الملک، اصفهان

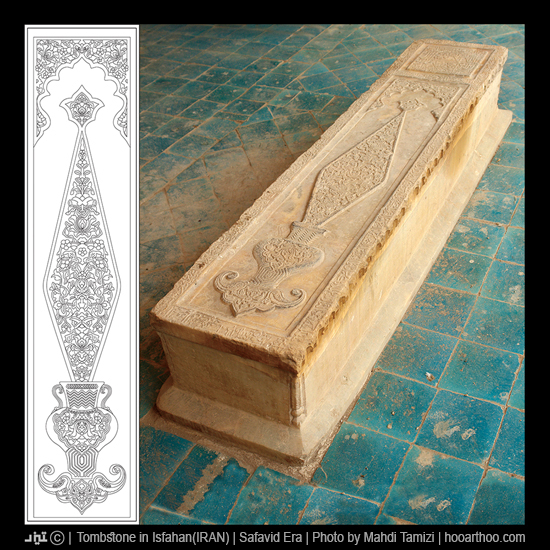

در بنای دارالبطیخ در محله احمدآباد اصفهان و در کوچه‌ای به نام خواجه نظام‌الملک واقع است. این بنای کوچک و بی‌پیرایه آرامگاهی سلجوقی است و در آن حدوداً ده قبر وجود دارد که به شاهزادگان و بزرگان سلجوقی نسبت داده می‌شوند. بر روی بیشتر آرامگاه‌ها سنگ‌های مرمر نفیس قرار گرفته است و بر روی مدفن خواجه نیز سنگ مرمرین بسیار زیبائی قرار دارد که در اطراف آن کتیبه‌ای مزین به آیه الکرسی و کلمات دیگر وجود دارد. مشهور است که خواجه نظام‌الملک و سلطان ملکشاه در این مکان دفن شده‌اند. هرچند که این بنا به شماره ۹۹ در فهرست آثار ملی ایران ثبت شده است اما در بین آثار تاریخی اصفهان فراموش شده و بی‌رونق باقی مانده است.